# Krzysztof Sikora (ur. 1959)
Krzysztof Ryszard Sikora (ur. 16 maja 1959 w Chełmie) – polski polityk, wojskowy, oficer Wojska Polskiego, przedsiębiorca, inżynier, ekonomista, poseł na Sejm V kadencji.

## Życiorys

### Wykształcenie i praca zawodowa
W 1984 ukończył studia z zakresu mechaniki lotniczej na Wydziale Mechanicznym Wojskowej Akademii Technicznej, a w 2005 studia podyplomowe z zakresu służby zagranicznej w Szkole Głównej Handlowej, otworzył przewód doktorski.
W latach 70. był komendantem hufca OHP, członkiem Ligi Obrony Kraju i podharcmistrzem ZHP. Od 1984 do 1990 pełnił służbę w Wojskach Obrony Powietrznej Kraju. Później zatrudniony w spółkach prawa handlowego jako przedstawiciel handlowy w Niemczech oraz prezes zarządu. W 1997 został prezesem Stowarzyszenia Kupców „Wołoska”. W 2010 objął funkcję prezesa zarządu spółki z o.o. Naturalpol.
Zasiadał w radzie programowej Radia dla Ciebie oraz w Zespole Strategicznego Przeglądu Obronnego Ministerstwa Obrony Narodowej.

### Działalność publiczna
Od 1979 do 1981 należał do PZPR. W kadencji 1990–1994 był radnym i członkiem zarządu gminy Manowo. W 2000 wstąpił do Związku Zawodowego Rolnictwa „Samoobrona” oraz partii Samoobrony RP. Objął funkcję przewodniczącego zarządu partii w Warszawie (do 2005) oraz wiceprzewodniczącego w województwie mazowieckim. Bez powodzenia kandydował z jej listy w wyborach parlamentarnych w 2001 w okręgu warszawskim (otrzymał 6717 głosów). Od 2001 do 2005 był asystentem przewodniczącego klubu parlamentarnego Samoobrony RP Andrzeja Leppera. Od 2002 do 2005 zasiadał w sejmiku mazowieckim (przewodniczył klubowi radnych Samoobrony RP)
W wyborach w 2005 uzyskał mandat poselski na Sejm V kadencji z okręgu podwarszawskiego liczbą 5695 głosów. Pełnił funkcję wiceprzewodniczącego Komisji Obrony Narodowej oraz komisji nadzwyczajnej ds. likwidacji WSI. Zasiadał też w Komisji Administracji i Spraw Wewnętrznych. Od października 2006 był p.o. przewodniczącego klubu parlamentarnego Samoobrony RP.
W grudniu 2006 został przewodniczącym struktur Samoobrony RP w województwie łódzkim. W lipcu 2007 objął też funkcję wiceprzewodniczącego partii. Jako jedyny członek jej prezydium, został ponownie wybrany w wewnątrzpartyjnych wyborach w grudniu tego samego roku.
W przedterminowych wyborach parlamentarnych w 2007 bez powodzenia ubiegał się o reelekcję z okręgu piotrkowskiego (dostał 2573 głosy), a w wyborach do Parlamentu Europejskiego w 2009 o mandat deputowanego z okręgu łódzkiego (otrzymał 3255 głosów). W maju 2011 wszedł w skład rady krajowej założonego przez część działaczy Samoobrony RP ugrupowania Nasz Dom Polska – Samoobrona Andrzeja Leppera (które przyjęło następnie nazwę „Samoobrona”). Zasiadał w niej do 2012. Następnie odszedł z partii. W wyborach samorządowych w 2014 ubiegał się o mandat radnego warszawskiej dzielnicy Wawer z listy Kongresu Nowej Prawicy.

## Życie prywatne
Jest żonaty, ma dwoje dzieci.